# 赤羽尭
赤羽 尭（あかばね たかし、1937年8月26日 - 1997年1月22日）は、作家。
青森県弘前市生まれ。明治大学文学部卒。本名は庄司英樹。
20代の前半に世界各地を放浪し、国際情勢を身をもって体験。帰国後、週刊誌の記者を経て、「スパイ特急」で文壇にデビュー。1986年「脱出のパスポート」が第96回直木賞候補に選ばれた。主として海外を舞台にしたスパイ小説・歴史小説を書く。。

## 著書
- スパイ特急 光文社 1979.8  のち徳間文庫
- 危険度は4 光文社 1980.3  のち文庫
- 死の太陽を射て トクマ・ノベルズ 1980.5
- 謀略の黒い海 トクマ・ノベルズ 1981.7  「スパイ幹部候補生」文庫
- 魔弾の射手 トクマ・ノベルズ 1982.5　のち文庫
- 琥珀のエロイカ 光文社 1983.3 「琥珀の迷宮」文庫
- 日本謀略戦争 トクマ・ノベルズ 1983.4  「けものたちの迷路」文庫
- 古都鎌倉殺人事件トクマ・ノベルズ 1984.9　のちケイブンシャ文庫
- 悪魔の劇場 光文社 1985.2  のち文庫
- 黄金特急殺人事件 1985.3 (徳間文庫)
- 裏切りの墓標 読売新聞社 1985.9  のち角川文庫
- 脱出のパスポート 文芸春秋 1986.11  のち文庫
- 優雅なる探偵鎌倉に死す トクマ・ノベルズ 1986.1　のち文庫
- ソフィアからの密使 サンケイ出版 1986.7　のちケイブンシャ文庫
- 国際スパイ戦争13の記録 1986.9 (徳間文庫)
- 東から来た暗殺者 サンケイ出版 1987.5　のちケイブンシャ文庫
- 暗殺のコンチェルト 読売新聞社 1987.8  のち祥伝社ノン・ポシェット
- カラコルムの悲劇 1987.11 (光文社文庫)
- 海霧 扶桑社 1987.11  のちケイブンシャ文庫
- ひび割れた仮面 角川ノベルズ 1988.1
- ジャンゴの天使 角川書店 1988.7  「白夜のサヌカイト」ケイブンシャノベルス」
- 死を讃え森に潜め 講談社 1988.10  のち文庫
- 囁きの標的 勁文社 1988.10
- 暗殺者たちの宴 1989.3 (ケイブンシャ文庫)
- さらば合歓木坂 勁文社 1989.4
- 呪われた王の道 勁文社 1990.8  のち文庫
- 復讐、そして栄光 光文社 1990.3  のち文庫
- 災厄の方舟 角川書店 1990.2
- 決断 歴史に識る戦国策 ベストセラーズ 1990.12
- 秘本東方見聞録 光文社 1991.8 のち文庫
- チンギス・ハーン英雄伝 光文社 1992
- 裂けた五線譜 祥伝社 1993.9 (ノン・ポシェット)
- 流沙伝説 文芸春秋 1994.11
- 曹操伝三国志異聞 文芸春秋 1995.9
- <死海文書>殺人事件 1995.6 (講談社ノベルス)
- 砂漠の薔薇 講談社 1996.10
- 感染 劇症!殺人ウイルス 光文社 1996.9 (カッパ・ノベルス)
- アレクサンドロス大王征服記 光文社 1997.2

## 翻訳
- 大統領暗殺特急 ジェイムズ・スチュアート・セイヤー 富永和子共訳 1991.9 (扶桑社ミステリー)